# Olti Hyseni
Olti Hyseni (* 7. Juli 2007) ist ein dänischer Fußballspieler. Er spielt für SønderjyskE Fodbold und ist dänischer Nachwuchsnationalspieler.

## Karriere

### Verein
Olti Hyseni spielte für Sønderborg Boldklub, bevor er in der U13 in die Fußballschule von Sønderjysk Elitesport wechselte. Am 27. Oktober 2023 gab er im Alter von 16 Jahren beim 4:0-Auswärtssieg im Zweitligaspiel gegen Boldklubben af 1893 sein Profidebüt. Am 24. November 2023 gelang Hyseni beim 4:1-Sieg gegen Næstved BK – seinem zweiten Einsatz für die Profimannschaft – mit dem Tor zum Endstand sein erster Treffer im Herrenbereich.

### Nationalmannschaft
Olti Hyseni ist nicht nur im Vereinsfußball aktiv, sondern ist auch Nachwuchsnationalspieler Dänemarks und spielte für sein Land bisher in den Altersklassen U16 und U17.